# Рабочий стол

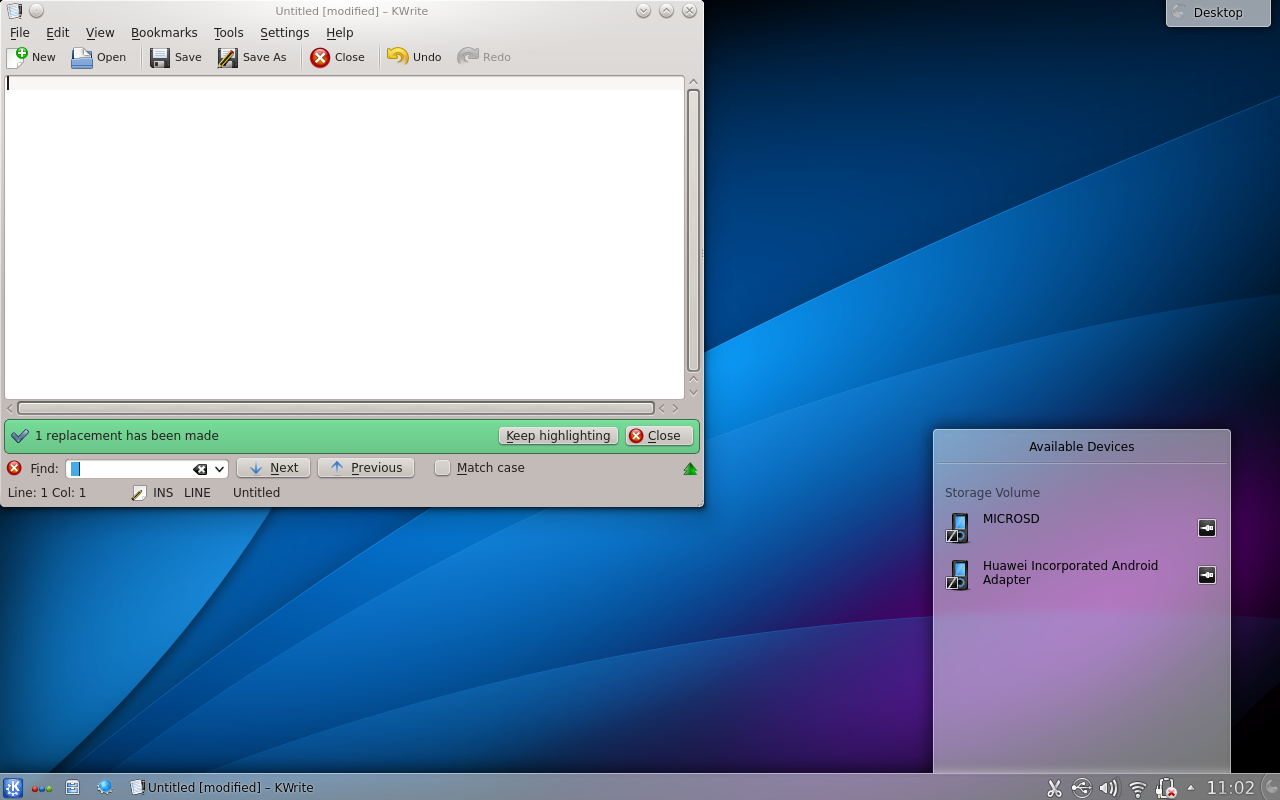
Рабочий стол KDE 4

Рабо́чий стол (англ. desktop) — в компьютерной терминологии основное окно среды рабочего стола вместе с элементами, добавляемыми в него этой средой.
Обычно на рабочем столе отображаются основные элементы управления графической средой и, опционально, какое-либо фоновое изображение.
В некоторых рабочих средах (например, в MS Windows или в рабочих средах, удовлетворяющих требованиям freedesktop.org — KDE, GNOME и т. п.) с рабочим столом ассоциируется определённый каталог в файловой структуре компьютера (при этом обычно можно просто перетащить файл из стандартного для данной среды файлового менеджера на рабочий стол, и он будет туда скопирован). Ассоциированный каталог обычно находится в личной папке пользователя.
Так как рабочий стол практически всегда виден (либо его можно увидеть, свернув открытые окна), его используют для хранения часто использующихся файлов, документов и ссылок/ярлыков на них. Определение рабочего стола иногда расширяют, включая в него панель задач.
С точки зрения оконной системы рабочий стол может не являться окном низшего уровня (в системах Windows это можно заметить, завершив процесс «explorer.exe»).
Название «Рабочий стол» (точнее, «крышка рабочего стола», «столешница» — калька с англ. desktop) происходит от сравнения окон со стопкой бумаг, лежащих на столе.

## Виртуальный рабочий стол
Концепция виртуальных рабочих столов — один из способов переключения между одновременно работающими задачами. Различают два способа переключения: методом переключаемых рабочих столов либо методом расширения экрана. В первом случае окна приложений могут находиться на одном из рабочих столов (некоторые окна можно было «закрепить», чтобы они отображались вне зависимости от выбранного рабочего стола), во втором — рабочий стол непрерывен, но отображается часть его, умещающаяся на экране.
Впервые виртуальные рабочие столы были применены в компьютере Amiga 1000 в 1985 году. В дальнейшем виртуальные рабочие столы широко использовались в операционных системах на основе UNIX. В Mac OS X виртуальные рабочие столы начали использоваться начиная с версии 10.5 «Leopard» (приложение «Spaces»). В Windows виртуальные рабочие столы появились только начиная с Windows 10, хотя с помощью стороннего программного обеспечения можно пользоваться данной функцией и в Windows более ранних версий.